# Call of the Sea
Call of the Sea ist ein Adventure-Computerspiel, das von Out of the Blue entwickelt und von Raw Fury veröffentlicht wurde. Das Spiel wurde am 8. Dezember 2020 für Microsoft Windows, Xbox One und Xbox Series veröffentlicht. Am 15. April 2021 wurde das Spiel zusätzlich für die Cloud-Gaming-Plattform Amazon Luna veröffentlicht. Am 11. Mai desselben Jahres erschien es dann für die beiden Sony-Plattformen PlayStation 4 und PlayStation 5.

## Handlung
Das Spiel spielt in den 1930er-Jahren und die Spieler übernehmen die Kontrolle über Norah (Cissy Jones), die eine Insel im Südpazifik erkunden muss, um ihren Mann zu finden, der nach einer Expedition verschwunden ist.

## Spielprinzip und Technik
Call of the Sea ist ein Abenteuer-Videospiel, das aus der Egoperspektive gespielt wird. Das Spiel verfügt nicht über ein Kampfsystem, die Spieler kommen im Spiel durch das Lösen verschiedener Rätsel voran.

## Entwicklung
Call of the Sea ist der erste Titel von Out of the Blue, einem unabhängigen Studio mit Sitz in Madrid, Spanien. Das Team bestand aus etwa 12 Personen. Laut Tatiana Delgado, der Gründerin von Out of the Blue, wurde das Spiel stark von den Werken von H.P. Lovecraft inspiriert. Sie fügte jedoch hinzu, dass sie sich nur vom „surrealen“ und „oneirischen“ Teil seiner Arbeit inspirieren ließen, und behauptete, dass das Spiel kein Horrorspiel sein würde. Sie fügte hinzu: „Call of the Sea ist kein Abstieg in den Wahnsinn, sondern ein Aufstieg zur Vernunft“. Es handelte sich um ein auf die Erzählung ausgerichtetes Spiel, bei dem das Team darauf achtete, dass die Rätsel des Spiels vollständig in die Geschichte integriert sind. Das Spiel wurde auch von anderen Adventure-Spielen wie Firewatch, Myst, Soma und Subnautica beeinflusst.
Das Spiel wurde am 7. Mai 2020 während einer von den Xbox Game Studios veranstalteten digitalen Veranstaltung angekündigt. Call of the Sea wurde für Microsoft Windows, Xbox One und Xbox Series am 8. Dezember 2020 veröffentlicht.

## Rezeption
Call of the Sea bekam überwiegend positive Bewertungen.

„Call of the Sea ist ein wunderschöner und empfehlenswerter Puzzle-Kurztrip. Rätselfreunde werden viel Spaß am Tüfteln und Knobeln haben. Das stimmungsvoll erzählte Portrait einer außergewöhnlichen und starken Frau gibt es als Bonus obendrauf und überzeugt durch seine intime und eindringliche Erzählform.“

“It frustrates as the best puzzles often do, but no solutions feel unearned or gimmicky. This is definitely one for the pencil-chewers to check out.”

„Es ist frustrierend, wie es bei den besten Rätseln oft der Fall ist, aber keine Lösung fühlt sich unverdient oder unkonventionell an. Dies ist definitiv etwas für Bleistiftkauer.“

“Through engaging puzzles and a captivating story, Call of the Sea provides an excellent, poignant adventure.”

„Durch fesselnde Rätsel und eine fesselnde Geschichte bietet Call of the Sea ein ausgezeichnetes, ergreifendes Abenteuer.“